# Благодатне (Краснокутська селищна громада)
Благода́тне — село в Україні, у Краснокутській селищній громаді Богодухівського району Харківської області. Населення становить 18 осіб. До 2020 орган місцевого самоврядування — Китченківська сільська рада.

## Географія
Село Благодатне знаходиться на відстані за 3 км від річки Грузька (правий берег). На відстані до 2-х км знаходяться села Китченківка, Ковальчуківка і селище Кам'яно-Хутірське.

## Історія
12 червня 2020 року, розпорядженням Кабінету Міністрів України № 725-р «Про визначення адміністративних центрів та затвердження територій територіальних громад Харківської області», увійшло до складу Краснокутської селищної громади.
19 липня 2020 року, в результаті адміністративно-територіальної реформи та ліквідації Краснокутського району, село увійшло до складу Богодухівського району.